# (5285) Cretón
(5285) Cretón es un asteroide que forma parte de los asteroides troyanos de Júpiter, descubierto el 9 de marzo de 1989 por Carolyn Shoemaker y por su esposo que también era astrónomo Eugene Shoemaker desde el Observatorio del Monte Palomar, Estados Unidos.

## Designación y nombre
Designado provisionalmente como 1989 EO11. Fue nombrado Cretón en honor a Cretón, uno de los grandes de Dánaos, fue uno de los hijos gemelos de Diocles de Feras. De joven estuvo con su hermano Orsíloco al servicio de Agamenón y Menelao. Luchando con los argivos en la Guerra de Troya, fue asesinado por Eneas.

## Características orbitales
Cretón está situado a una distancia media del Sol de 5,172 ua, pudiendo alejarse hasta 5,425 ua y acercarse hasta 4,920 ua. Su excentricidad es 0,048 y la inclinación orbital 25,16 grados. Emplea 4297,13 días en completar una órbita alrededor del Sol.

## Características físicas
La magnitud absoluta de Cretón es 10,1. Tiene 49,606 km de diámetro y su albedo se estima en 0,079.